# Wallendorferbrück
Wallendorferbrück (luxemburgisch Wallenduerfer-Bréck, französisch Wallendorf-Pont) ist ein Ortsteil der luxemburgischen Gemeinde Reisdorf. 2022 lebten hier 237 Menschen. Wallendorferbrück liegt am Zusammenfluss der Flüsse Our und Sauer, gegenüber der rheinland-pfälzischen Gemeinde Wallendorf.